# Северная железная дорога

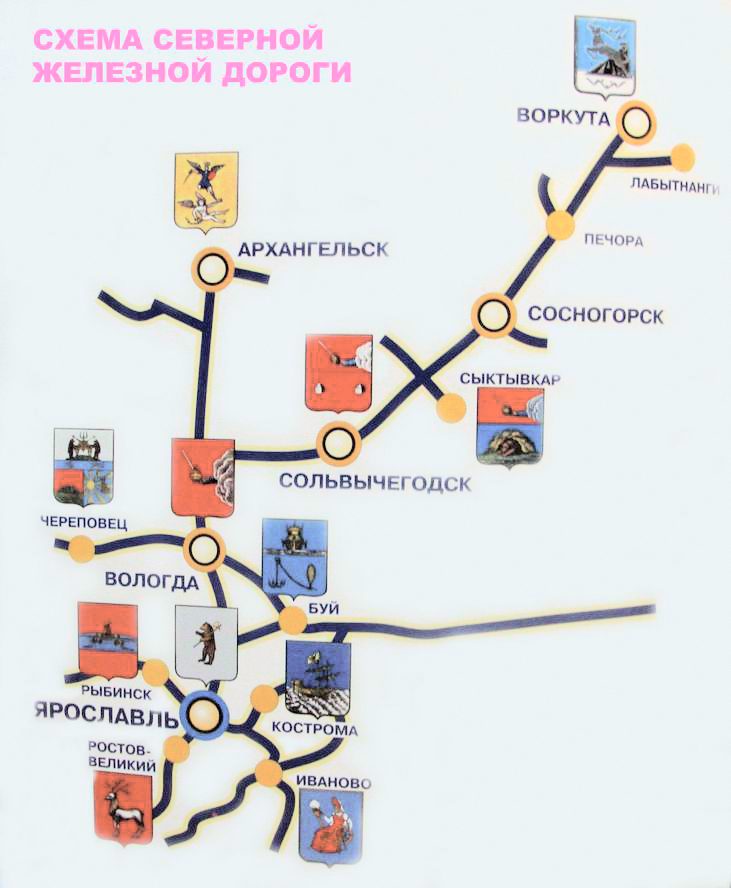
Схема СЖД

Се́верная желе́зная доро́га (СЖД) — один из 16 территориальных филиалов ОАО «Российские железные дороги», включающий часть железнодорожной сети страны, располагающийся преимущественно на севере и северо-востоке Европейской части России. Проходит по территории Архангельской, Ивановской, Кировской, Костромской, Вологодской, Ярославской, Владимирской областей и Республики Коми, а также по небольшой части Тюменской области (Ямало-Ненецкого автономного округа) (на участке ветки Чум — Лабытнанги, начиная от станции Полярный Урал) и небольшой части Тверской области (участок от Сонкова до Пищалкина). Управление находится в городе Ярославле.
Образована 15 мая 1953 года по в результате объединения Северной (управление в городе Вологде) и Ярославской железных дорог.
СЖД граничит с Московской (станции Александров-1 и Бельково), Октябрьской (станции Маленьга, Сонково и Кошта на территории Череповца) и Горьковской (станции Свеча, Новки I, Сусоловка) железными дорогами.
Совокупная длина железнодорожных путей — 5956 километров.

## История

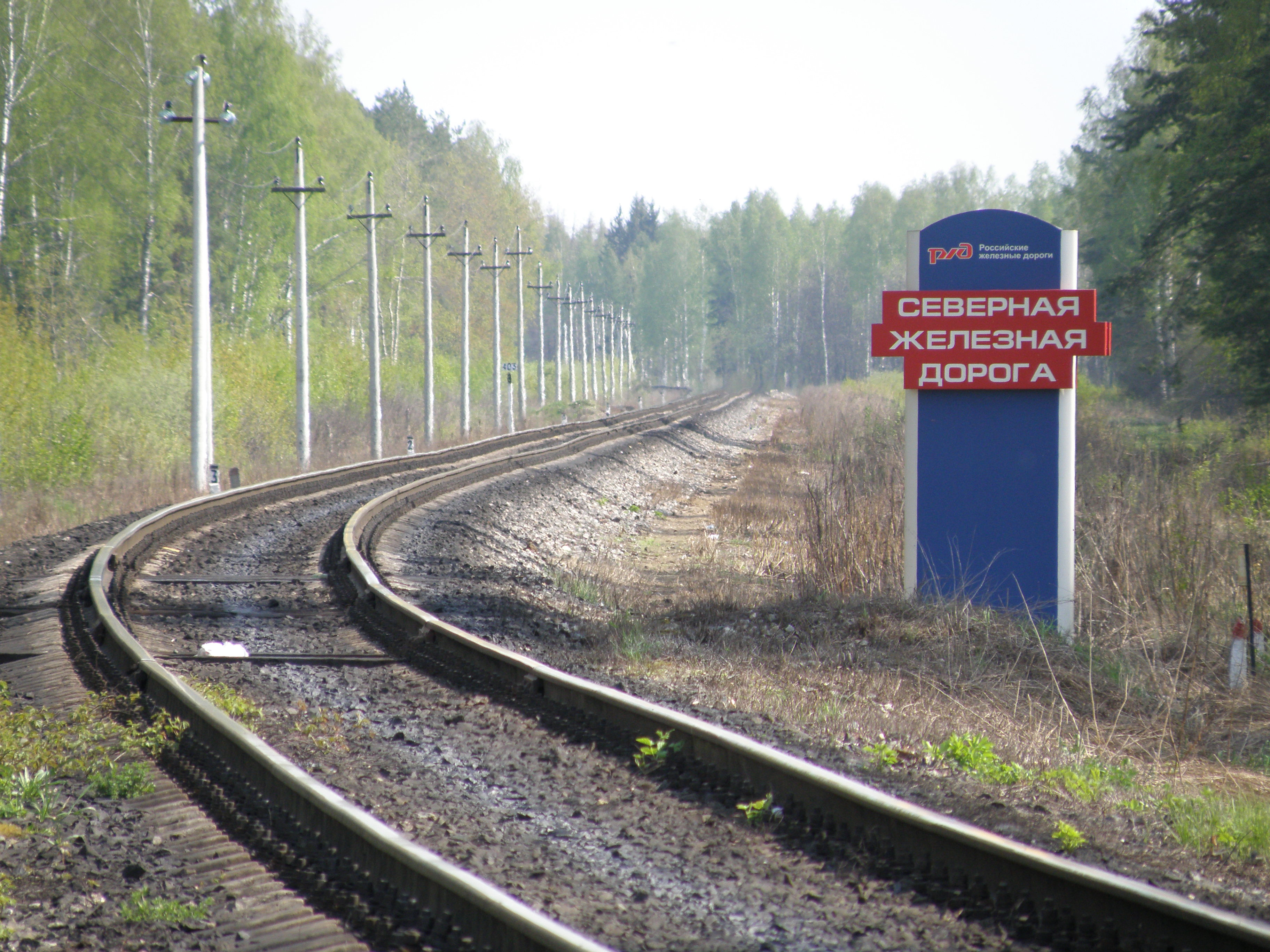
Граница Северной и Горьковской железных дорог у станции Новки I. Участок построен в 1868 году

Первый участок нынешней Северной железной дороги — от станции Новки (ныне Камешковский район Владимирской области) через Шую до Иваново построен в 1868 году обществом Шуйско-Ивановской железной дороги. Участок Александров — Ярославль — Вологда (однопутный, узкоколейный (1067 мм) на участке Ярославль-Вологда, без моста через Волгу в Ярославле, мост построен лишь в 1913 году, тогда же и перешили на широкую колею) введён в эксплуатацию в 1870—1872 годах обществом Московско-Ярославской железной дороги, тогда же построены линии Рыбинск — Сонково (опять же без моста через Волгу в районе станции Волга) и Иваново — Кинешма.
В 1898 году обществом (тогда сменившим название на общество Московско-Ярославско-Архангельской железной дороги) уже под руководством предпринимателя Саввы Мамонтова, проложен узкоколейный однопутный участок Вологда — Архангельск, который впоследствии в 1915 году перешит на стандартную российскую широкую колею 1520 мм. В 1900 году все линии общества выкуплены в казну.
В 1905 году вступила в эксплуатацию казённая Петербурго-Вологодская линия Обухово — Череповец — Вологда, в 1906 году — дорога Вологда — Вятка.
1 января 1907 года все линии объединены под управлением Северных железных дорог.
В течение 1929—1932 годов электрифицирован участок Москва — Загорск. В 1936 году Северные железные дороги были разделены на Северную (управление в Вологде) и Ярославскую железные дороги. В 1937—1941 годах построена Печорская железная дорога от Коноши до Воркуты.
В 1953 году Северная и Ярославская железные дороги объединены в Северную железную дорогу. 14 июля 1959 года присоединена Печорская железная дорога, а Московско-Ярославское отделение дороги передано Московской железной дороге.
В 1997 году на дороге укрупнены отделения: Ивановское включено в состав Ярославского, Буйское — в состав Вологодского.

## Пассажирские перевозки
Через СЖД на участке Кошта — Свеча проходят транзитные поезда дальнего следования по маршрутам Санкт-Петербург — Екатеринбург, Санкт-Петербург — Астана и другие поезда Уральского и Сибирского направлений. На станции Вологда 1 они пересекаются с поездами Москва — Архангельск и другими этого направления.

## Структура

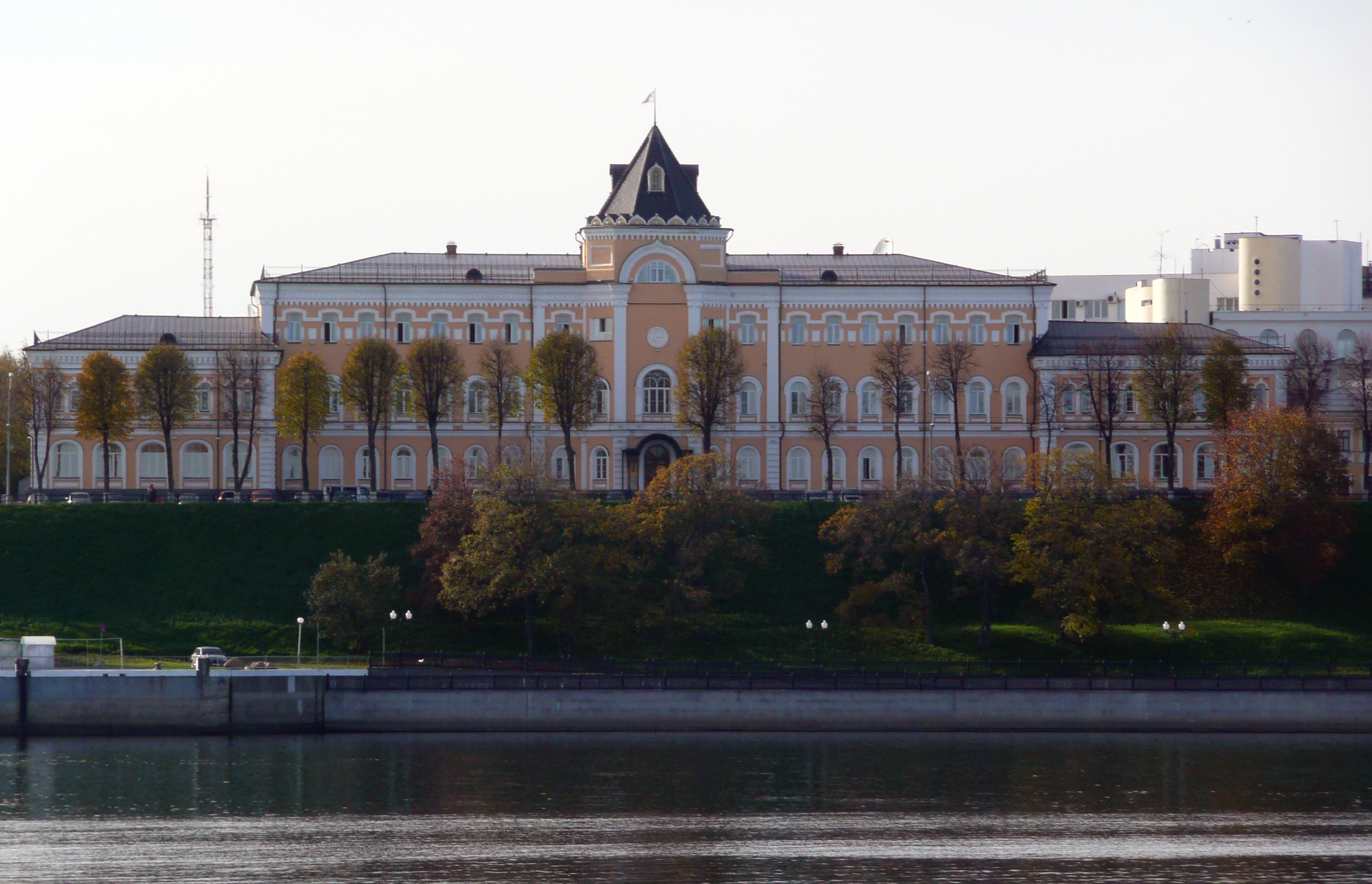
Здание управления СЖД (Ярославль, Волжская набережная, 59)

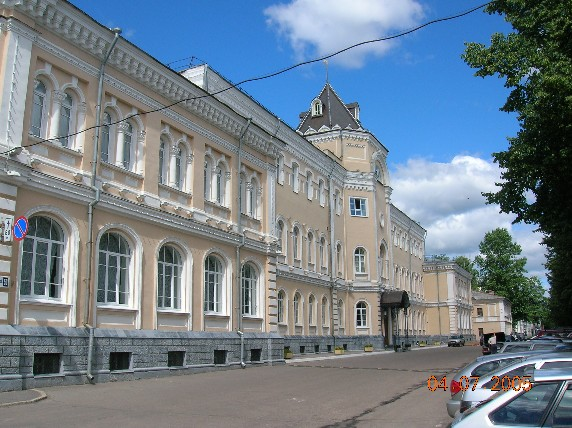
Вид с Волжской набережной

До 30 сентября 2010 года в состав дороги входили отделения: Архангельское, Буйское, Вологодское, Сольвычегодское, Сосногорское (Воркутинский филиал отделения в прошлом представлял Воркутинское отделение), Ярославское.
С 1 октября 2010 года были образованы 5 регионов: Архангельский, Вологодский, Сольвычегодский, Сосногорский, Ярославский.
Локомотивное хозяйство
В состав дороги входят локомотивные депо: Данилов, Вологда, Коноша, Буй, Исакогорка, Сольвычегодск, Няндома, Ярославль, Череповец, Котлас, Шарья, Иваново, Печора.

## Электрификация
На участке Александров — Данилов и Ярославль — Кострома контактная сеть снабжена постоянным током в 3 кВ. Все остальные участки (Данилов — Вологда — Коноша — Обозерская, Вологда — Буй, Данилов — Буй, Буй — Свеча, Обозерская — Малошуйка — Унежма, Вологда — Кошта) электрифицированы переменным током в 25 кВ, 50 Гц. На участках Бельково — Иваново — Кинешма, Вонгуда — Онега, Нерехта — Иваново — Новки, Кострома-Новая — Галич, Обозерская — Архангельск (с ответвлением на Северодвинск) и Ярославль — Рыбинск — Сонково электрификации нет. На участке Коноша 2 — Кулой — Котлас Южный — Сольвычегодск — Микунь — Ухта — Сосногорск — Печора — Инта — Воркута (с ответвлениями на Сыктывкар, Лабытнанги и Кослан/Вендингу), а также Котлас Южный — Котлас Узловой — Савватия электрификация также отсутствует.
Согласно долгосрочной программе развития ОАО «Российские железные дороги» до 2025 года, будут электрифицированы участки железной дороги от Иванова до станции Нерехта — направление на Ярославль и Санкт-Петербург, а также от Иванова до станции Новки — направление на Москву.

## Перспективы
В рамках принятой Стратегии развития железнодорожного транспорта РФ до 2030 года принято решение о строительстве железной дороги Баренцкомур и Белкомур. Проекты Белкомур и Баренцкомур являются конкурентами за государственное финансирование, но, несмотря на это, могут быть построены одновременно, так как железные дороги в Центральном федеральном округе РФ загружены, а портовых мощностей в РФ не хватает.

## Основные показатели
| Показатель                                            | 2006    |
| Эксплуатационная длина, км                            | 5951,7  |
| Численность сотрудников                               | 64 757  |
| Перевезено грузов, тыс. тонн                          | 225 451 |
| Перевезено пассажиров: в дальнем сообщении, тыс. чел. | 15 310  |
| в пригородном сообщении, тыс.чел                      | 25 414  |

## Награды
- Орден Трудового Красного Знамени (1968)

## Сотрудники
- Д. В. Груздев — в 1926—1929 годах работал перешивщиком пути на Буйском участке Северной железной дороги[8].
- В. А. Сапрыкин — в 1923—1924 годах заместитель начальника службы лесозаготовок управления Северной железной дороги[9].
- А. М. Амосов — в 1933—1937 годах начальник Северной Железной Дороги